# 후면광

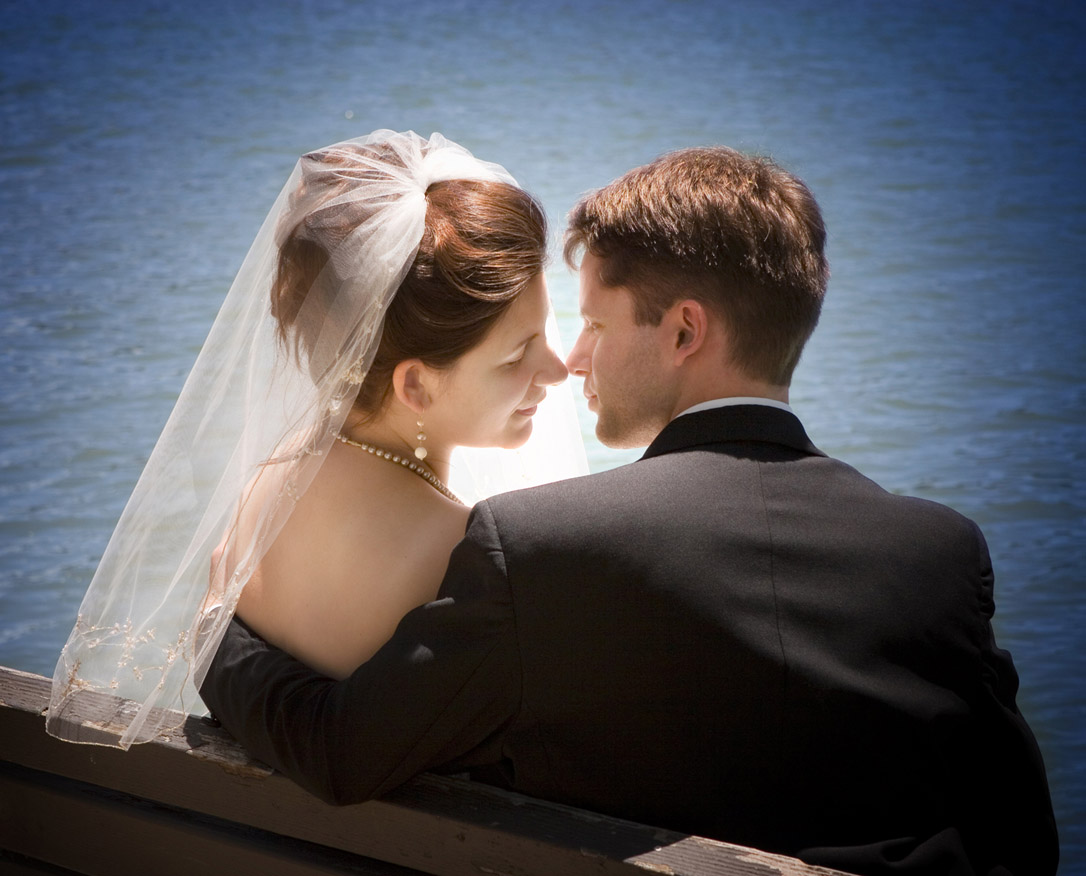

후면광 또는 백라이팅(backlighting)은 조명 디자인에서 피사체를 뒤에서 비추는 과정이다. 즉, 조명기구와 관객이 피사체를 사이에 두고 서로 마주하고 있는 것이다. 이렇게 하면 피사체의 가장자리에 빛나는 효과가 생기고 다른 영역은 더 어두워진다. 백라이트는 자연적이거나 인공적인 광원일 수 있다. 인공적인 경우 백라이트는 일반적으로 4점 조명 구성에서 피사체 바로 뒤에 배치된다.
조명 디자인의 맥락에서 백라이트는 때때로 헤어 라이트(hair light) 또는 숄더 라이트(shoulder light)로 불린다. 왜냐하면 배우를 조명할 때 백라이트는 머리카락이 흐릿한 경우 피사체의 머리카락 가장자리를 빛나게 만들기 때문이다. 이것은 머리 주위에 천사 같은 후광 유형 효과를 만들 수 있다. 영화 제작자들은 때때로 배우가 선하거나 순수하다는 것을 보여주기 위해 이것을 사용한다. 텔레비전 제작물에서는 연속극에서 이 효과를 자주 사용하는데, 이 효과는 해당 장르의 진부한 표현이 되었다. 키커(kicker) 또는 림 라이트(rim light)라고도 한다.
후면광은 피사체와 배경을 분리하는 데 도움이 된다. 라이브 극장 조명 디자인은 배우나 세트 요소에 보다 3차원적인 외관을 제공하기 위해 백라이트를 사용하는 경우가 많지만, 전면 조명만으로는 평면적인 2차원적인 느낌을 줄 수 있다. 조지프 라이트(Joseph Wright of Derby)의 촛불 그림과 같은 그림의 명암대비 효과에서 후면광 조명은 전경의 피사체를 분리하는 데 도움이 되고 깊이를 강조한다.
사진에서는 주광보다 약 16배 더 강한 주광(종종 태양)이 실루엣을 만들어낸다. 후면광을 받는 피사체에 필 플래시를 사용하면 조명이 더 균일해진다.
백라이트의 수직 각도에 따라 효과가 바뀔 수 있다. 각도가 낮으면 빛이 카메라 렌즈에 닿아 렌즈 플레어가 발생할 수 있다. 각도가 높으면 피사체의 코가 머리의 대부분 수직 그림자에서 튀어나오게 되어 얼굴 중앙에 잠재적으로 원치 않는 하이라이트가 생성될 수 있다.

## 같이 보기
- 키아로스쿠로